# Romet Orkan
Romet Orkan – rower turystyczny produkowany w Polsce w latach 80. i 90. XX w. przez firmę Romet. W 2013 reaktywowano markę, prezentując współczesny rower crossowy na osprzęcie Shimano.
Spokrewniony z Wagantem, Pasatem i Mistralem ramą oraz większością osprzętu. Odróżniał się od nich grubszymi oponami, kierownicą typu baranek z owijką i klamkami hamulcowymi z roweru szosowego, kołami o rozmiarze 28" z oponami oryginalnie z białymi bokami o rozmiarze 37-622 - 28x1 5/8x1 3/8.

Rama ze stali niskowęglowej, przerzutki: Romet (przednia) i Favorit (tylna). Obręcze, hamulce i kierownica stalowe. Błotniki aluminiowe, oświetlenie zasilane z prądnicy umieszczonej na przednim widelcu, szerokie resorowane siodełko z twardego czarnego tworzywa sztucznego z podczepianym pojemnikiem na narzędzia. Rama roweru po wewnętrznej stronie miała przyspawane zaczepy do pompki rowerowej.
Masa ok. 15 kg.
Damskim odpowiednikiem był Romet Laura z niską ramą i kierownicą typu jaskółka.